# Bonäset, Strömsunds kommun
Bonäset (eller Bunäse på jämtska) är en by som ligger vid Ströms Vattudal, nordväst om Strömsund i Ströms socken i norra Jämtland. 
Byn var ursprungligen fäbodar till  byn Äspnäs, på den motsatta sidan av Vattudalen. Den första fasta bosättningen anlades år 1758.